# ألكسندر فيندمان
ألكسندر سيمون فيندمان (بالإنجليزية: Alexander Semyon Vindman)‏ (و.6 يونيو 1975 -) كولونيل في الجيش الأمريكي وكان مدير الشؤون الأوروبية لمجلس الأمن القومي للولايات المتحدة (NSC) منذ عام 2018 حتى 7 فبراير 2020. حيث أُقيل من منصبه وذلك عُقب إفادته التي قدمها في أكتوبر 2019 أثناء تحقيق مجلس النواب الأمريكي في تعاملات ترامب مع أوكرانيا.